# Ekphrasis
Unter Ekphrasis oder Ekphrase (griechisch ἔκ-φρασις: „Beschreibung“, lat. descriptio; Plural: Ekphraseis) versteht man eine literarische bzw. rhetorische Form, durch die ein Gegenstand (z. B. Handlungen oder Landschaften) sehr anschaulich und bildlich beschrieben und dem Betrachter dadurch imaginierend „vor Augen gestellt“ (so Quintilian) wird. In Form eines Gedichts spricht man auch von einem Bildgedicht oder Gemäldegedicht. Im heutigen Gebrauch wird oft jede literarische Beschreibung eines Werks der Bildenden Kunst als Ekphrasis bezeichnet, doch ist diese umgedeutete Verwendung innerhalb der kunsthistorischen Forschung umstritten.
Der Grad der Anschaulichkeit unterscheidet die Ekphrasis dabei vom sachlichen Bericht. Es handelt sich um eine literarische Visualisierungsstrategie: Die Ekphrase versucht, den „Zuhörer zum Zuschauer zu machen“ (so Nikolaus von Myra) und eine quasi synästhetische, ganzheitliche Erfahrung zu suggerieren. Sie steht damit im Spannungsfeld zwischen Betrachtung und Ästhetik.

## Ekphrasis als literarische Form
Bei den antiken Rhetorikern und Autoren konnte alles Gegenstand einer Ekphrase sein (z. B. Personen, Orte, Ereignisse, Gegenstände). Die Verwendung des Begriffes Ekphrasis zur Beschreibung von Kunstwerken setzt sich erst spät durch. Sie taucht in diesem engeren Sinn nur in sehr wenigen Einzelfällen ab der zweiten Hälfte des 16. Jahrhunderts bei einigen französischsprachigen und italienischen Autoren auf, „in der kunsthistorischen Forschung wurde der Begriff jedoch erst nach der Mitte des 20. Jahrhunderts populär.“ Der darauffolgende übermäßige Gebrauch des Ausdrucks vor allem in bildwissenschaftlichen Publikationen veränderte ihn zu einem definitorisch unscharfen und ubiquitär eingesetzten „umbrella-term“ (Tamar Yacobi).
Die moderne Verwendungsweise des Begriffs Ekphrasis veranschaulicht eher das Dargestellte (die Bildhandlung) als die Wirkung oder die Wahrnehmung des Bildes. Dies hängt mit der Betonung der storia („Erzählung“) als herausragende bildnerische Qualität seit Leon Battista Alberti zusammen. Eine grundsätzliche Vergleichbarkeit von Text und Bild (bzw. ihrer Funktionsweisen) wird vorausgesetzt. Daher wird am Beispiel der Ekphrasis auch immer wieder das Verhältnis von Wort/Literatur und Bild diskutiert, etwa bei Horaz („ut pictura poiesis“), dem Paragone (Wettstreit der Künste) oder der daran anschließenden Laokoon-Debatte. Diese Betonung des Narrativen muss jedoch mit der zunehmenden Lösung der bildenden Kunst von narrativen und repräsentativen Aufgaben (vgl. abstrakte Malerei) in Frage gestellt werden. Vor dem Hintergrund des Verständnisses als Kunstbeschreibung ist auch die Definition der Ekphrasis als verbal representation of visual representation (James A. W. Heffernan), also der Ekphrasis als doppelter Vermittlung des Realen, als Abbildung des Abgebildeten, zu verstehen. In diesem Verständnis wäre etwa die Beschreibung eines Blumenstraußes keine Ekphrasis, wohl aber die Beschreibung des Bildes eines Blumenstraußes.
Ekphraseis kommen als eigene Gattung oder als Bestandteil von Texten vor, wo sie zur emotionalen Beteiligung der Leser/Hörer, als Parallelerzählung, intratextuelles Fenster oder zur Überbrückung von Ort und Zeit dienen. Dem Glauben an ihre überzeugende Wirkung steht häufig der Vorwurf gegenüber, sie sei nur überflüssiger Schmuck.
Berühmte Ekphraseis sind unter anderem die Beschreibung der Herstellung des Schildes des Achilles in Homers Ilias, die daran angelehnte Beschreibung des Schildes in Vergils Aeneis, die Imagines des Philostratos, die Beschreibung der Hagia Sophia des Paulus Silentiarius oder das Gedicht Ode on a Grecian Urn von Keats. Als Beispiel der „poetischen Gemälde“ dienten im 18. Jahrhundert häufig die Gedichte von Albrecht von Haller. Auch das Kapitel Kleopatra in Charlotte Brontës Villette kann als Ekphrasis gesehen werden. Im 20. Jahrhundert kombinierte Henry James Ekphrasis mit der Technik der Verinnerlichung von Sinneseindrücken, etwa in der Beschreibung eines Gemäldes von Agnolo Bronzino in Die Flügel der Taube. Auch in der Gegenwartsliteratur finden sich zahlreiche Bildbeschreibungen, z. B. von Théodore Géricaults Floß der Medusa in Julian Barnes’ Eine Geschichte der Welt in 10 ½ Kapiteln, Orhan Pamuks Rot ist mein Name oder der Werke des fiktiven Künstlers Bill Wechsler in Siri Hustvedts Was ich liebte.
Als extreme Form des Begriffs kann Oscar Wildes Das Bildnis des Dorian Gray gesehen werden, in dem die Beziehung des Bildbetrachters zum Bild, also dessen Ekphrasis „zum Leben erwacht“ und selbst zum Gegenstand der Ekphrasis wird. Diese Übersteigerung erweist sich als erfolgreiches literarisches Konzept und findet sich in der Horrorliteratur als grundlegendes Motiv. Etliche Romane Stephen Kings kombinieren den Gedanken Wildes mit der antiken Praxis, wonach die Ekphrasis auf Alltagsgegenstände angewandt wird. Damit steht dies psychologischen Dramen wie Ingeborg Bachmanns Malina nahe.

## Neuere Definitionen
Tamar Yacobi definiert Ekphrasis als intermediales Zitat oder re-Präsentation („re-presentation“) – das heißt als Repräsentation zweiter Ordnung – und damit als eine Form des Transfers zwischen verschiedenen Künsten („interart transfer“). Diese Definition leitet Yacobi aus einer Zusammenschau von literarischer Beschreibung und kunstkritischer Interpretation her. Eine Minimaldefinition besagt demnach: ein ursprünglich autonomes Bild der Welt wird durch einen ekphrastischen Transfer zum Bild eines Bildes und als visueller Einsatz in einen verbalen Rahmen Teil eines neuen Ganzen. Denis Leifeld überträgt den Begriff der Ekphrasis auf die Beschreibung von Aufführungen im Theater. Er entwickelt die Schreibweise des nahen Beschreibens, das „die spezifische Sinnlichkeit der Erfahrungen und Erinnerungen aufgreift“, die während einer Aufführung gemacht wurden. Mit gestalterischen Mitteln wird „ein plastisches Einfühlen in ein vergangenes Geschehen“ angestrebt. Diese Schreibweise geht von der Annahme aus, dass der Prozess des Beschreibens immer ein gestalterischer und kreativer ist; ein beschreibungssprachliches Abbilden, so betont Denis Leifeld in Anlehnung an Grundannahmen der Ekprasis, ist nur eine Illusion.